# Kraftwerk Serra da Mesa
Das Kraftwerk Serra da Mesa (portugiesisch Usina Hidrelétrica (de) Serra da Mesa) ist ein Wasserkraftwerk im brasilianischen Bundesstaat Goiás, das das Wasser des Rio Tocantins zum Stausee Serra da Mesa (port. Lago de Serra da Mesa) aufstaut. Ungefähr 20 Kilometer nordöstlich des Kraftwerks befindet sich die Gemeinde Minaçu.
Die Anfänge des Projekts reichen bis in die 1970er Jahre zurück. 1981 erhielt Furnas Centrais Elétricas die Konzession zur Errichtung von Wasserkraftwerken am Tocantins. Die Bauarbeiten begannen in der zweiten Hälfte der 1980er Jahre, wurden aber während der Regierungszeit von Fernando Collor de Mello unterbrochen. Die Firma CPFL führte die Bauarbeiten zu Ende und erhielt für 30 Jahre ein Strombezugsrecht in Höhe von 51,54 % des im Kraftwerk durchschnittlich erzeugten Stroms. Die erste Maschine ging im September 1998 ans Netz.
Die Angaben zu den Kosten von Serra da Mesa variieren: sie liegen bei 1,1 bzw. 1,7 Mrd. US$.

## Absperrbauwerk
Das Absperrbauwerk besteht zum größten Teil aus einem Erdschüttdamm mit Tonkern und einer maximalen Höhe von 154 m. Die Länge der Staudammkrone beträgt 1.500 m. Das Volumen des Staudamms beträgt 12.057.558 m³.
Die Wehranlage mit der Hochwasserentlastung besteht aus 5 Toren mit einer Breite von 15 m und einer Höhe von 20,4 m. Es können maximal 15.000 m³/s abgeleitet werden. Sie liegt rechts vom Staudamm.

## Stausee
Beim normalen Stauziel von 460 m (max. 461,5 m bei Hochwasser) über dem Meeresspiegel erstreckt sich der Stausee über eine Fläche von rund 1.784 (bzw. 1.794) km² und fasst 54,4 Mrd. m³ Wasser – davon können 43,25 Mrd. m³ zur Stromerzeugung genutzt werden. Das minimale Stauziel, bei dem die Maschinen noch betrieben werden können, liegt bei 417,3 m. Der Stausee ist nach Fläche der fünftgrößte und nach Volumen der größte Brasiliens.

## Kraftwerk
Das Kraftwerk Serra da Mesa ist mit einer installierten Leistung von 1.275 MW das drittgrößte Kraftwerk des Stromerzeugers Furnas Centrais Elétricas. Die durchschnittliche Jahreserzeugung schwankt: sie lag im Jahre 2007 bei 5,378 Mrd. kWh und 2009 bei 3,099 Mrd. kWh.
Die 3 Francis-Turbinen befinden sich in einem unterirdischen Maschinenhaus mit einer Länge von 137, einer Breite von 29 und einer Höhe von 69,8 m. Die Turbinen wurden von der Firma SADE und die Generatoren von ABB geliefert. Die Nenndrehzahl der Turbinen liegt bei 120/min. Die zugehörigen Generatoren haben eine Nennspannung von 15 kV und eine Nennfrequenz von 60 Hz. In der Schaltanlage wird die Generatorspannung von 15 kV mittels einphasigen Leistungstransformatoren auf 500 kV hochgespannt. Die Schaltanlage befindet sich auf der linken Seite des Flusses unterhalb des Staudamms.
Das Kraftwerk ist laut Global Energy Observatory im Besitz von Furnas Centrais Elétricas (48,46 %) und CPFL (51,54 %); als Betreiber wird Furnas angegeben. Andere Quellen sprechen nur von einem Strombezugsrecht in Höhe von 51,54 %, das CPFL besitzt.

## Sonstiges
Die Firma CPFL erstritt vor Gericht das Recht, vom 1. April 2014 bis zum 16. April 2028 51,54 % des im Kraftwerk erzeugten Stroms, dies entspricht im Jahresdurchschnitt 345,4 MW, an Furnas zu einem Nettopreis von 156,70 R$ pro MWh (182,90 R$ inklusive von Zuschlägen) zu verkaufen. Dies liegt aber unter dem Preis von 271 R$ pro MWh, den CPFL gemäß der gültigen Stromauktion A-0 fordern konnte. Auf dem Spotmarkt beträgt der Preis laut CPFL sogar bis zu 822,83 R$ pro MWh.
Der Einstau des Stausees begann am 24. Oktober 1996 und es dauerte 18 Monate, bis der Stausee gefüllt war. In dieser Zeit trocknete das Flussbett unterhalb des Damms auf einer Länge von 40 km gänzlich aus.
Am 26. März 2014 wurde die Mindestabflussmenge von 300 m³/s durch die nationale Wasserbehörde ANA bis Ende Mai aufgehoben, um den Wasserspiegel des Stausees zu erhöhen.